# 碳節食
碳节食是指通过减少温室气体的产生，从而减少对气候变化的影响。
个人和企业在进行开车、供暖以及对于产品和服务的消费等日常活动中产生了二氧化碳。为减少对于气候变化的影响，我们可以通过施行碳节食减少碳的排放量。
在许多出版物中都出现了“碳节食”这一术语。
《戈尔：政治生涯》一书中曾引用这一术语：
|  | 许多科学家和经济学家强调，比起尝试通过速成的碳节食来解决这一问题，应对任何改变所做的努力在政治上更容易实现并且从科技角度讲更有效。 |

《环球邮报》的德博拉·琼斯（Deborah Jones）写到：
|  | 这是我们家施行‘碳节食’的第二周--这一《环球邮报》任务的目的是研究我们这个有四个成年人的家庭怎样才能通过减少温室气体的排放量来达到减排33%的省内目标…… |

这有别于低碳饮食。低碳饮食指通过选择食物从而降低温室气体排放量。

## 碳节食的主要组成部分
碳节食类似于节食。进行碳节食首先要估定重量（根据二氧化碳的吨数计量）。然后确定合适的重量。
以下是碳节食步骤的概要：
- 计算碳足印以得出二氧化碳排放总量
- 参照合适的对象（如同等规模的公司或个人，或国内平均水平）来计量碳足印
- 确定合适的碳足印
- 找出最重要的二氧化碳排放源[3]
- 最先应对最严重的二氧化碳排放源从而减少二氧化碳排放量